# Спасовка (Амурская область)
Спасовка — упразднённое село в Свободненском районе Амурской области России. Исключено из учётных данных в 1974 году.

## География
Село располагалось на левом берегу реки Ключевая (приток Большой Пёры), на расстоянии примерно 3 километров (по прямой) к западу от села Новоивановка.

## История
Село возникло в 1913 году. По данным на 1916 год деревня Спассовка состояла из 21 дворов (население составляло 101 человек) и входила в состав Серебрянской волости 3-го стана Амурского уезда Амурской области.
По данным 1926 года в Спасовке имелось 42 хозяйства (39 крестьянского типа и 3 прочих) и проживало 195 человек (99 мужчина и 96 женщин). В национальном составе населения преобладали русские. В административном отношении являлась центром Спасовского сельсовета Свободненского района Амурского округа Дальневосточного края.
В 1930—1950-е годы действовал колхоз «Знамя коммуны».
Решением Амурского исполкома от 7 июня 1974 года № 253, село Спасовка исключено из учётных данных как несуществующее.